# Love Stories (film, 2007)
Pour les articles homonymes, voir Love Stories.
 (août 2025).
Si vous disposez d'ouvrages ou d'articles de référence ou si vous connaissez des sites web de qualité traitant du thème abordé ici, merci de compléter l'article en donnant les références utiles à sa vérifiabilité et en les liant à la section « Notes et références ».
Pour plus de détails, voir Fiche technique et Distribution.
Love Stories est un film français compilant des courts métrages réalisés par Olivier Dahan.

## Synopsis
Compilation de douze courts métrages interactifs sur le thème de l'amour réalisés par Olivier Dahan pour Cartier. Uniquement disponible sur le site Love de Cartier.
- La déclaration
- Le pardon
- Premier amour
- La décision
- Une vie d'amour
- La baiser
- Liaison amoureuse
- L'amour en parenthèses
- Jeu de séduction
- Héroïque par amour
- Un amour infini
- Savoir dire je t'aime

## Distribution
- Lannick Gautry : l'homme amoureux (segment 'La déclaration')
- Maï An Lêh : la femme (segment 'La déclaration')
- Lizzie Brocheré : la jeune femme (segment 'Le pardon')
- Pierre Perrier : le jeune homme (segment 'Le pardon')
- Orféo Campanella : le petit garçon (segment 'Premier amour')
- Manon Chevallier : la petite fille (segment 'Premier amour')
- Paulina Nemcova : la femme (segment 'La décision')
- Emmanuel Wolfer : l'homme (segment 'La décision')
- Igmary Lamy : la femme (segment 'Une vie d'amour')
- Jean-Paul Leroy : l'homme (segment 'Une vie d'amour')
- Audrey Beaulieu : la jeune femme (segment 'Le baiser')
- Cyril Mourali : le jeune homme (segment "Le baiser")
- Emmanuelle Seigner : la femme (segment 'Liaison amoureuse')
- Milind Soman : l'homme (segment 'Liaison amoureuse')
- Nadia Vassilieva : la femme (segment 'L'amour en parenthèses')
- Gabriella Wright : la femme (segment 'Jeu de séduction')
- Mauricio Soares : l'homme (segment 'Jeu de séduction')
- Agathe Bodin : la jeune femme (segment 'Héroïque par amour')
- Simon Ehrlacher : le jeune homme (segment 'Héroïque par amour')
- Bérénice Marlohe : la femme (segment "Un amour infini")
- Jean-Pierre Martins : l'homme (segment 'Un amour infini')
- Marisa Berenson : la mère (segment 'Savoir dire je t'aime')
- Helena Christensen : la fille (segment 'Savoir dire je t'aime')